# هورمون‌درمانی مردانه‌سازی
هورمون‌درمانی مردانه‌سازی (به انگلیسی: Masculinizing hormone therapy) که هورمون‌درمانی مردان ترنس نیز گفته می شود، نوعی از هورمون‌درمانی افراد ترنس است که برای تغییر صفات ثانویه جنسی زنانه به مردانه، در مردان ترنس یا افراد خارج از جنسیت استفاده می‌شود. هورمون‌درمانی مردانه‌سازی یکی از روش‌های معمول تطبیق و بازتایید جنسیت است. برخی از افراد بیناجنسی نیز ممکن است این نوع درمان را دریافت می کنند.
هدف از این روش درمانی ایجاد خصوصیات ثانویه جنسی مردانه مانند بم‌شدن صدا، الگوی توزیع چربی، عضله و موی مردانه است. با این حال بسیاری از خصوصیات جنسی با هورمون‌درمانی قابل تغییر نیستند و نیازمند جراحی و روش دیگر درمان هستند. ایجاد صفات ثانویه جنسی منطبق با هویت جنسیتی در فرد، می‌تواند نارضایتی و سرگردانی ناشی از آشفتگی جنسیتی را از بین ببرد. هدف اصلی از این روش درمانی ایجاد رضایت فرد از جسم و ارتقا کیفیت زندگی فرد است.
داروهایی که در این روش استفاده می شوند، به طور کلی شامل آندروژن‌هایی مثل تستوسترون و تعدیل‌کننده‌های گنادوتروپین هستند.

## کاربرد‌های پزشکی
- برای ایجاد خصوصیات مردانه در مردان تراجنسیتی و افراد خارج از جنسیت.
- برای ایجاد خصوصیات مردانه در افراد بیناجنسی.

## موارد منع مصرف
موارد بسیاری در منع آندروژن‌درمانی وجود دارد. مصرف آن در دوره بارداری بصورت جدی منع شده است.
دیگر موارد منع یا محدود‌کننده مصرف عبارتند از:
- صرع حساس به آندروژن
- میگرن
- وقفه تنفسی در خواب
- پلی سیتمی (افزایش تعداد گلبول های قرمز یا غلظت خون)
- نارسایی قلب، نارسایی کلیه و فشار خون بالا مستعد به هایپرناترمی و هایپرولمی
- بیماری کبدی پیشرفته
- بیماری سرخرگ کرونری یا خطر ابتلا به آن
- سابقه سرطان رحم
- اختلالات خونریزی مثل هموفیلی (برای تستوسترون تزریقی)
- سابقه رفتار خشونت‌آمیز جدی
- سابقه سرطان پستان (تستوسترون اثرات یاخته‌ایستایی در بیشتر سرطان‌های پستان دارد)
- آکنه (خفیف تا شدید)

## ایمنی و سلامتی
درباره هورمون‌درمانی مردان ترنس مطالعه کافی صورت نگرفته است. دو مطالعه اخیر نشان‌دهنده افزایش خطر بروز مشکلات قلبی و عروقی در این افراد است. در سال ۲۰۱۹ نوتا و همکارانش دریافتند، مردان ترنسی که تستوسترون مصرف می‌کنند در مقایسه با زنان هم‌سوجنسی با ۱۱ در مقابل ۳ مشکل قلبی عروقی در هر ۱۰۰۰۰۰ نفر، بیشتر در معرض خطر ابتلا به بیماری های قلبی و عروقی می‌باشند. هرچند هم‌چنان خطر ابتلا به مشکلات عروقی در مردان هم‌سوجنسی بیشتر از مردان ترنس است. محققان در این مطالعه قادر به کنترل عوامل دیگر مثل مصرف سیگار، الکل و عوامل استرس زا نبودند. مطالعه‌ا‌ی دیگر در همان سال نشان داد که خطر بروز حمله قلبی در مردان ترنس در مقایسه با زنان هم‌سوجنسی و مردان هم‌سوجنسی به ترتیب ۴ و ۲ برابر است.
با این وجود هنوز دامنه کامل خطرات تجویز طولانی مدت تستوسترون، چنانچه در تمام طول عمر یک فرد مورد استفاده قرار گیرد، مشخص نیست.

## واکنش‌های شیمیایی
سوخت و ساز تستوسترون توسط سیستم آنزیمی سیتوکروم پی ۴۵۰ (به طور خاص ایزوفرم CYP3A) در کبد انجام می‌شود. داروهای خاصی برای کاهش یا افزایش فعالیت آنزیم های «سیتوکروم پی ۴۵۰» و سطح تستوسترون وجود دارد:
- القاکننده‌های آنزیم - ممکن است باعث کاهش سطح تستوسترون (و سایر استروئیدهای جنسی) شود: فنوباربیتال و فنی‌توئین (داروهای ضدتشنج) ، ریفامپین (آنتی بیوتیک) و الکل.

- مهارکننده‌های آنزیم - ممکن است باعث افزایش سطح تستوسترون شود: نفازودون، فلوکستین، پاروکستین (داروهای ضد افسردگی)، ایتراکونازول، فلوکونازول و سایر داروهای ضد قارچ آزول، سایمتیدین (یک دارو ضدزخم است که می تواند باعث بزرگ‌شدن پستان مردانه شود)، کلاریترومایسین و سایر آنتی‌بیوتیک‌های ماکرولید و بازدارنده‌های پروتئاز (درمان اچ آی وی).

تستوسترون همچنین می‌تواند اثر داروهای دیگر را تحت تاثیر قرار دهد:
- اثر رقیق‌کنندگی وارفارین را افزایش می‌دهد.
- اثر پروپرانولول (یک مسدودکننده بتا غیر انتخابی در مدیریت بیماری های قلبی عروقی) را کاهش می دهد.
- اثر برخی داروهای خوراکی دیابت را افزایش می‌دهد و باعث کاهش خطرناک سطح قندخون می‌شود.

به دلیل این واکنش‌ها، توصیه می‌شود مردان ترنس پزشک خود را از هورمون‌درمانی آگاه کنند، این موضوع مربوط به درمان آن‌ها برای دیگر موارد پزشکی است.

## داروها
داروهایی که در هورمون‌درمانی برای مردان ترنس‌ استفاده میشود شامل موارد زیر است:
آندروژن‌ها و استروئیدهای آنابولیک، مانند تستوسترون برای مردانه‌سازی و سرکوب سطح استروژن و پروژسترون در جهت کاهش ویژگی‌های زنانه؛ آنتاگونیست و آگونیست گنادوتروپین‌ برای سرکوب سطح استروژن و پروژسترون؛
پروژستوژن‌هایی مانند «مدروکسی ‌پروژسترون استات» برای سرکوب قاعدگی و «مهارکننده آنزیم 5آلفا ردوکتاز» برای معکوس‌کردن الگو رویش مو سر.
| آندروژن |
| --- |
| تستوسترون آندکانوات • تستوسترون (دارو) • تستوسترون انانتات • تستوسترون سیپیونات • تستوسترون ایزوبوتیرات • سوستانون ۲۵۰ (مخلوط استری) • اومنادرن ۲۵۰ (مخلوط استری) • تستوسترون پروپیونات • متیل‌تستوسترون |
| پروژستوژن |
| مدروکسی‌پروژسترون استات • لاینسترونل |
| تعدیل‌کننده‌های گنادوتروپین |
| الاگولیکس • رلوگولیکس |
| مهارکننده آنزیم 5آلفا ردوکتاز |
| فیناستراید • دوتاستراید |

### تستوسترون
نیمه عمر از بین رفتن تستوسترون در خون حدود ۷۰ دقیقه است، بنابراین مردان ترنس نیاز به یک منبع مداوم و پایدار از هورمون دارند. برخی مواد به فرمولاسیون دارو اضافه می‌شوند تا فرآیند جذب و اثر دارو را طولانی کند.

#### تزریق
دو شکل پرکاربرد از تستوسترون تزریقی در ایالات متحده شامل تستوسترون سیپیونات و تستوسترون انانتات است که تقریباً قابل جایگزینی با یکدیگر هستند. این استرهای تستوسترون با روغن‌های مختلف مخلوط می‌شوند، بنابراین برخی از افراد ممکن است یکی را بر دیگری ترجیح دهند. مصرف تستوسترون انانتات هزینه بیشتری نسبت به تستوسترون سیپیونات دارد و به طور معمول برای کم‌کاری غده‌های جنسی هم تجویز می شود. دیگر استر تزریقی در اروپا و ایالات متحده، تستوسترون آندکانوات است. مدت زمان پایداری هورمون‌ به میزان قابل توجهی نسبت به سایر فرمولاسیون‌ها بهبود یافته است و تنها به ۴ چهار تزریق سالانه نیاز دارد. تستوسترون آندکانوات نیز بسیار گران است. یکی دیگر از استر‌ها، تستوسترون پروپیونات است که به‌طور گسترده‌ از جمله در ایالات متحده، کانادا و اروپا در دسترس است اما در مقایسه با سایر استرها نیمه عمر کوتاهی دارد و باید هر ۲ یا ۳ روز یک‌بار تجویز شود، که باعث شده کم‌تر مورد استفاده قرارگیرد.
عوارض جانبی استرهای تزریقی تستوسترون در روز های پس از اولین تزریق معمولاً مرتبط با پیک بالای تزریق اول است. ممکن است برخی از عوارض با دریافت دوزهای بعدی در فاصله کوتاه‌تر (هفتگی یا هر ده ‌روز به جای دوبار در ماه) بهبود یابد. برای مثال دریافت ۱۰۰ میلی‌گرم تستوسترون در هفته پیک بسیار پایین‌تری نسبت به ۲۰۰ میلی‌گرم در دو هفته دارد و در نوسان سطح تستوسترون کمک می‌کند. این مزیت باید در برابر ناراحتی ناشی از دو برابر شدن تعداد تزریقات لحاظ شود.
اشکال تزریقی تستوسترون به دلیل همراهی با روغن می‌تواند باعث میکروآمبولی روغن ریوی (POME) شود، که علائمی شامل سرفه، تنگی نفس، گرفتگی گلو، درد قفسه‌سینه، تعریق، سرگیجه و غش است. این عارضه در ٪۱ از تزریق‌های آوید® (تستوسترون آندکانوات تزریقی) اتفاق افتاده است.

#### ترانسدرمال
این روش استعمال تستوسترون به‌صورت موضعی توسط کرم، ژل و برچسب است. تستسترون موضعی معمولاً در دوزهای کوچک به‌صورت روزانه روی پوست قرار می‌گیرد تا سطح تستسترون بدن همواره در محدوده طبیعی نگه داشته شود. استفاده از تستسترون موضعی از نوسان سطح تستسترون که گاهی اوقات در فرم تزریقی به چشم می‌خورد، جلوگیری می‌کند.
تستوسترون موضعی در مواجهه ناخواسته با دیگران می‌تواند خطرناک باشد این موضوع برای والدینی که کودکان خردسال دارند یا افرادی که همسران باردار دارند بسیار مهم‌تر است، زیرا هر دو این گروه‌ها در برابر اثرات آندروژن‌ها بسیار آسیب‌پذیر هستند.

#### کاشت زیرپوستی
ایمپلنت‌ها به عنوان گلوله‌های زیرپوستی برای تولید تستوسترون روش نسبتاً جدید و پرهزینه‌تری است. 
سایز این گلوله ها در حدود سایز یک دانه برنج است و کاشت آنها معمولا در ناحیه باسن یا شکم صورت می پذیرد. هر سه ماه ۶ تا ۱۲ قرص زیر پوست وارد می شود. این فرآیند اگرچه بسیار سریع است اما باید در مطب پزشک با بی‌حسی موضعی انجام‌شود. مزایای اصلی این روش پایداری سطح تستوسترون در خون و فاصله طولانی ۳ ماهه برای تجدید دوز است.

#### خوراکی
تستوسترون خوراکی به طور انحصاری باعنوان تستوسترون آندکانوات ارائه می‌شود. تستوسترون خوراکی هنگامی که از دستگاه گوارش جذب می‌شود با سرعت به سمت کبد می‌رود (در فشار خون بسیار بالا) که در موارد بسیار نادر ممکن است باعث آسیب کبدی شود، همچنین ممکن است پایین بودن کلسترول اچ‌دی‌ال را تشدید کند. به دلیل نیمه عمر کوتاه، تستوسترون خوراکی باید ۲ تا ۴ بار در روز ترجیحاً همراه با غذا مصرف شود. نوع خوراکی تستوسترون آندکانوات در ایالات متحده موجود نیست.

#### گونه‌ای و زیرزبانی
در سال ۲۰۰۳، سازمان غذا و دارو آمریکا یک فرم تستوسترون را تأیید کرد که از طریق مخاط دهان جذب می‌شود. این قرص به بافت مخاطی دهان (در شیار کوچک بین لثه و لب بالایی) می چسبد. قرص پس از استعمال نرم شده و تستسترون از طریق بافت مخاطی دهان مستقیما وارد جریان خون می شود و بدین ترتیب دستگاه گوارش و کبد را دور می زند که مزیت آن نسبت به روش خوراکی است. این روش ممکن است باعث تحریک لثه، تغییر طعم‌ها و سردرد شود، اما بیشتر عوارض جانبی پس از دو هفته کاهش می یابد. قرص های پاستیلی که گران‌تر از روش‌های دیگر است باید دوبار در روز استفاده شود.

### آنتی استروژن‌ها
از آنتی استروژن‌‌ها یا اصطلاحاً مسدودکننده استروژن مثل مهارکننده‌های آروماتاز (آناستروزول) یا تعدیل‌کننده انتخابی گیرنده استروژن (تاموکسیفن) می‌توان برای کاهش اثرات سطح بالای استروژن درون‌زا استفاده کرد؛ به‌ عنوان مثال در رشد پستان و توزیع چربی زنانه. علاوه بر این، در کسانی که هنوز صفحات رشد آنان بسته نشده‌است، آنتی استروژن‌ها می‌توانند از پهن شدن مفصل ران جلوگیری کند و باعث افزایش قد نهایی شود.

## اثرات
تأثیرات اصلی هورمون‌درمانی جایگزین در نوع مردانه‌سازی به شرح زیر است:

### تغییرات برگشت‌پذیر
- افزایش میل جنسی
- توزیع مجدد چربی بدن
- قطع تخمک‌گذاری و قاعدگی
- تقویت عضلات
- افزایش تعریق و تغییر در بوی بدن
- برجستگی رگ‌ها و زبری پوست
- آکنه (به خصوص در چند سال اول درمان)
- تغییرات چربی خون (کلسترول و تری گلیسیرید)
- افزایش تعداد گلبول‌های قرمز خون

### تغییرات برگشت‌نا‌پذیر
- بم‌شدن صدا
- رشد موهای صورت و بدن
- ریزش مو با الگوی مردانه (در بعضی افراد)
- بزرگ شدن کلیتوریس
- جهش رشد و بسته شدن صفحات رشد (قبل از پایان بلوغ)
- آتروفی پستان (کوچک شدن یا تحلیل رفتن پستان‌ها)